# 梓潼上清觀
梓潼上清觀位於四川省綿陽市梓潼縣，文物遺址年代判定為清。2012年7月16日公佈為第八批四川省文物保護單位。
梓潼上清觀位於四川省綿陽市梓潼縣東石鄉油坪村四社，始建於明成化年間，現存建築建於清雍正十二年（1734），整個上清觀坐西向東，四合院佈局，占地面積860平方公尺。正殿單簷歇山頂，抬梁式梁架，六架椽屋用三柱，前有一步廊，面闊三間11.25公尺，進深三間8.15公尺，正殿簷高3.8公尺，脊高6.4公尺；抱鼓石式石柱礎，素面台基垂帶踏道九級，高1.65公尺。正殿對面為戲樓，單簷歇山頂，戲臺距地2.5公尺，抬粱式梁架，屋面四周使角梁，面闊三間，通面闊7.3公尺，戲臺下即為上清觀大門入口。左右廂房均為二阿坡屋面，面闊九間，一樓一底二層，樓上走廊前用木欄杆，四合院中石板墁地。整個上清觀保存完整，其正殿和戲樓用材較大，做工考究，《咸豐梓潼縣誌》對上清觀有詳細記載。上清觀是保存較完整的一處清代抬梁穿斗式四合院寺廟建築，對研究清代寺廟建築及地方民居具有重要的價值。1991年，上清觀被梓潼縣人民政府公佈為縣級文物保護單位；2009年，綿陽市人民政府公佈為市級文物保護單位。